# 35355 Honzik
35355 Honzik este o planetă minoră (asteroid), cu un diametru de 2,067 km, din centura de asteroizi. A fost descoperită pe 23 septembrie 1997 la Ondřejovská hvězdárna⁠(d) de Petr Pravec⁠(d). 
Obiectul prezintă o orbită caracterizată de o semiaxă mare de 2,1851158 UAi, o excentricitate de 0,05, o înclinație de 3,68339 ° în raport cu ecliptica.